# Europejski Uniwersytet Humanistyczny
Europejski Uniwersytet Humanistyczny (biał. Еўрапейскі гуманітарны ўніверсітэт, lit. Europos humanitarinis universitetas, EHU) – litewsko-białoruska uczelnia z siedzibą w Wilnie kształcąca głównie opozycyjnie nastawioną inteligencję białoruską.
Od 1992 do 2004 placówka działała na terenie Białorusi jako prywatna uczelnia z uprawnieniami do nadawania stopnia licencjata oraz prowadzenia studiów podyplomowych. W 2004 uniwersytet został zamknięty przez władze białoruskie, jednak dzięki pomocy rządu litewskiego, organizacji pozarządowych oraz UE i USA dokonano jego ponownego otwarcia w Wilnie na jesieni 2005. W lutym 2006 władze litewskie przyznały EUH status uniwersytetu państwowego.
Studenci mają możliwość uzyskania na Uniwersytecie stopnia licencjata lub magistra w trybie dziennym lub zaocznym na następujących kierunkach: białorutenistyka, historia Białorusi i antropologia kulturowa, nauki politologiczne i badania europejskie, prawo międzynarodowe, filozofia społeczna i polityczna, media i komunikacja, design i media, dziedzictwo kulturowe i turystyka, teoria i praktyka sztuki współczesnej.
Zajęcia prowadzone są w językach białoruskim, litewskim, angielskim i rosyjskim.